# Арисово
Арисово — посёлок в Барабинском районе Новосибирской области. Входит в состав Козловского сельсовета.

## География
Площадь посёлка — 25 гектар

## История
Основан в 1932 г. В 1976 г. Указом президиума ВС РСФСР посёлок фермы № 2 совхоза «Козловский» переименован в Арисово.

## Население
| 2002 | 2007 | 2010 |
| ---- | ---- | ---- |
| 285  | ↗307 | ↘216 |

## Инфраструктура
В посёлке по данным на 2006 год функционируют 1 учреждение здравоохранения, 1 образовательное учреждение.